# John R. Vane
John Robert Vane, född 29 mars 1927 i Tardebigge i Worcestershire, Storbritannien, död 19 november 2004 i Farnborough i Bromley i utkanten av London, var en brittisk farmakolog som bidrog till förståelsen av hur aspirin ger smärtlindring och antiinflammatoriska effekter. År 1982 erhöll han Nobelpriset i fysiologi eller medicin, tillsammans med Sune Bergström och Bengt Samuelsson för "deras upptäckter om prostaglandiner och relaterade biologiskt aktiva substanser". År 1977 tilldelades han Albert Lasker Basic Medical Research Award, tillsammans med Sune Bergström och Bengt Samuelsson och 1989 tilldelades han Royal Medal.

## Biografi
Vane växte upp i förorten Birmingham. Hans fader, Maurice Vane, var son till judiska ryska invandrare och hans moder, Frances Vane, kom från en jordbrukarfamilj i Worcestershire . Han gick i en lokal statlig skola från 5 års ålder, innan han började vid till King Edward's School i Edgbaston, Birmingham. Ett tidigt intresse för kemi inspirerade honom till att studera ämnet vid Universitetet i Birmingham 1944.
Under sin grundutbildning blev Vane desillusionerad av kemin men tyckte ändå om experiment. När Maurice Stacey, professorn i kemi i Birmingham, blev ombedd av Harold Burn att rekommendera en student att åka till Oxford och studera farmakologi, tog Vane chansen och flyttade till Burns avdelning 1946. Under Burns ledning fann Vane motivation och entusiasm för farmakologi och skrev: "laboratoriet blev gradvis det mest aktiva och viktiga centret för farmakologisk forskning i Storbritannien och huvudskolan för utbildning av unga farmakologer." Vane tog en kandidatexamen i farmakologi och började kort därefter arbeta vid University of Sheffield, innan han återvände till Oxford för att slutföra sin doktorsexamen 1953 handledd av Geoffrey Dawes.

## Vetenskapligt arbete
Efter sin doktorsexamen arbetade Vane som biträdande professor vid institutionen för farmakologi vid Yale University innan han flyttade tillbaka till Storbritannien till en tjänst som universitetslektor vid Institute of Basic Medical Sciences vid University of London 1955.
Vane arbetade vid University of London i 18 år och avancerade från universitetslektor till professor i experimentell farmakologi 1966 vid Royal College of Surgeons. Under den tiden utvecklade han vissa bioassaytekniker och inriktade sin forskning på både angiotensinkonverterande enzym och aspirinens verkningar, vilket så småningom ledde till publiceringen, tillsammans med Priscilla Piper, om förhållandet mellan aspirin och prostaglandinerna som gav honom Nobelpriset i fysiologi eller medicin 1982.
År 1973 lämnade Vane sin akademiska tjänst vid Royal College of Surgeons och tillträdde tjänsten som forskningschef vid Wellcome Foundation och tog ett antal av sina kollegor med sig för att bilda Prostaglandin Research Department. Under ledning av Salvador Moncada, utförde denna grupp viktig forskning som så småningom ledde till upptäckten av prostacyklin.
År 1985 återvände Vane till det akademiska livet och grundade William Harvey Research Institute vid the Medical College of St. Bartholomew's Hospital (nu Barts and The London School of Medicine and Dentistry). På William Harvey Research Institute koncentrerade Vane sitt arbete på selektiva inhibitorer av COX-2 och samspelet mellan kväveoxid och endotelin i regleringen av vaskulär funktion.

## Utmärkelser och hedersbetygelser
Vane valdes till ledamot av Royal Society (FRS) 1974. Han gavs också hedersdoktorat vid Jagiellonian University Medical College (tidigare Copernicus Academy of Medicine) 1977, Paris Descartes University 1978, Mount Sinai School of Medicine 1980 och University of Aberdeen 1983. Han tilldelades Laskerpriset 1977 för upptäckten av prostacyklin och adlades 1984 för sina bidrag till vetenskapen. År 2000 fick Vane Golden Plate Award av American Academy of Achievement.